# يوتا أراي
يوتا أراي (باليابانية: 荒井悠汰) هو لاعب كرة قدم ياباني، ولد في 13 يونيو 2004 في سايتاما في اليابان.

## وصلات خارجية
- يوتا أراي على موقع رابطة كرة القدم اليابانية للمحترفين (اليابانية)
- يوتا أراي على موقع إي إس بي إن إف سي (الإنجليزية)
- يوتا أراي على موقع قاعدة بيانات كرة القدم.إي يو (الإنجليزية)
- يوتا أراي على موقع Soccerbase.com (لاعب) (الإنجليزية)
- يوتا أراي على موقع Soccerway.com (الإنجليزية)
- يوتا أراي على موقع عالم كرة القدم.نت (الإنجليزية)